# Stadion Erdenet
Stadion Erdenet – wielofunkcyjny stadion w mieście Erdenet w Mongolii. Swoje mecze rozgrywa na nim drużyna piłkarska Changar'd. Stadion może pomieścić 3000 widzów.